# Floyd Mayweather Jr. vs. Conor McGregor
Floyd Mayweather, Jr. vs Conor McGregor (cunoscut și ca „The Money Fight” – lupta banilor) a fost un meci de box care a avut loc la 26 august 2017 pe T-Mobile Arena, în Las Vegas, Nevada, Statele Unite ale Americii, și în care campionul mondial Floyd Mayweather, Jr. a luptat împotriva campionului la categoria ușoară din UFC Conor McGregor.
Mayweather Jr. a câștigat meciul prin knockout tehnic în runda 10 ajungând la recordul 50-0, întrecând recordul de 49-0 al lui Rocky Marciano.

## Istorie
După succesul lui în promoția de arte marțiale mixte Ultimate Fighting Championship (UFC), Conor McGregor a fost interesat de un meci de box împotriva lui Floyd Mayweather, Jr., pe atunci retras. Mayweather a apelat la Freddie Roach pentru a se reantrena, în caz că meciul va avea loc. Pe atunci, președintele UFC Dana White nega orice zvon despre meci, pentru că McGregor era sub contract cu Zuffa LLC.
Pe 7 martie 2017, Mayweather i-a cerut lui McGregor să „semneze contractul” și „să facă să se întâmple”, argumentând că „dacă Conor McGregor vrea cu adevărat ca această luptă să aibă loc, să înceteze să mai lanseze zvonuri”. Mayweather a declarat că doar o luptă cu McGregor l-ar face să se întoarcă din retragere. Pe 16 martie, White a cedat și a permis ca meciul să fie organizat oficial, susținând că nu îl va priva pe McGregor de marea sumă de bani pusă în joc. În cele din urmă, la 18 mai, McGregor ar fi fost de acord cu toți termenii lui Mayweather și a semnat contractul.

## Detalii

### Centura
La 23 august 2017, WBC a lansat o curea făcută exclusiv pentru câștigătorul luptei. Eea făcută din piele de aligator, cântărea 1,5 kg, avea aur de 24 de carate, și consta din 3.360 diamante, 600 safire și 300 de smaralde.

### Arbitru, judecători și reguli
La 16 august 2017, a fost anunțată lista arbitrilor și judecătorilor:
- Arbitru: Robert Byrd;
- Judecători: Burt Clements, Dave Moretti și Guido Cavalleri.

Inițial mănușile luptei trebuiau să fie de 10 uncii, greutate aprobată de Comisia de Atletism din Statul Nevada (NSAC). McGregor a spus că vrea să le înlocuiască cu cele de 8 oz, iar Mayweather a fost de acord. La rândul său, McGregor a fost avertizat că dacă va da o lovitură ilegală (ghiont, kick, genunchi etc.), i se va impune o mare sancțiune financiară.